# Top 50 Greatest Films of All Time
Aquesta és la llista Top 50 Greatest Films of All Time (Les 50 Pel·lícules més importants de tots els temps) segons la prestigiosa revista Sight & Sound que periòdicament fa una enquesta d'opinió amb experts de tot el món. La darrera llista fou publicada el setembre de 2012. En la llista dels crítics participaren uns 846 crítics, programadors, acadèmics i distribuïdors. Pel que fa a la llista dels directors, van participar 358 directors i realitzadors. Sight & Sound és una revista que publica el British Film Institute, i la llista es publica cada 10 anys des de 1952.

## L'enquesta dels crítics

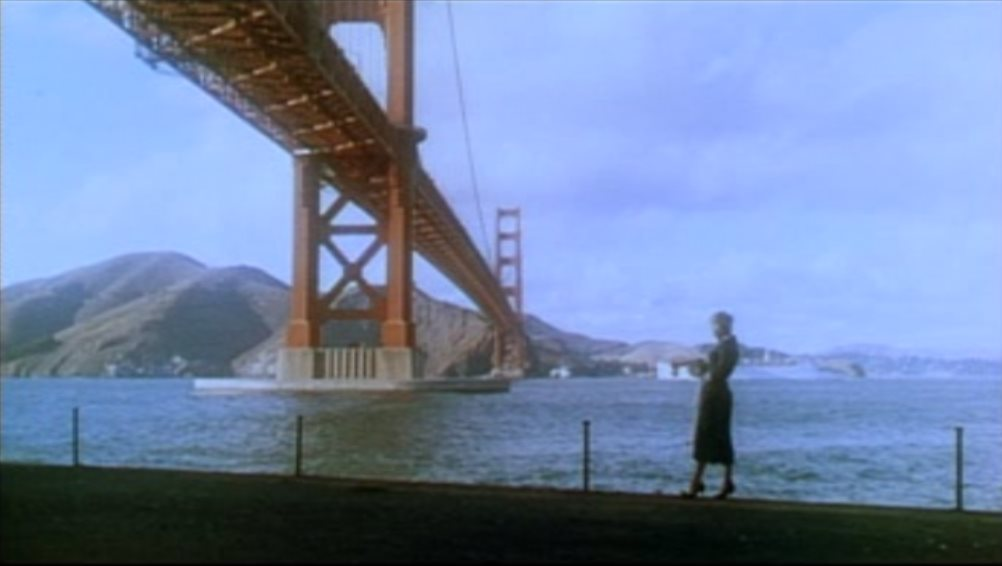
Vertigen (1958)

En l'enquesta dels crítics de 2012, Vertigen assolí el primer lloc del rànquing, reemplaçant Ciutadà Kane, el qual va liderar la llista en les cinc edicions anteriors de les enquestes dels crítics.
1. Vertigen (1958)
2. Ciutadà Kane (1941)
3. Tokyo monogatari (1953)
4. La Règle du jeu (1939)
5. Sunrise: A Song of Two Humans (1927)
6. 2001: una odissea de l'espai (1968)
7. Centaures del desert (1956)
8. Txelovek s Kinoaparàtom (1929)
9. La Passion de Jeanne d'Arc (1928)
10. Fellini 8 ½ (1963)
11. El cuirassat Potemkin (1925)
12. L'Atalante (1934)
13. Al final de l'escapada (1960)
14. Apocalypse Now (1979)
15. Banshun (1949)
16. A l'atzar, Baltasar (1966)
17. Shichinin no Samurai (1954)
18. Persona (1966)
19. Zérkalo (1975)
20. Cantant sota la pluja (1952)
21. L'aventura (1960)
22. Le Mépris (1963)
23. El Padrí (1972)
24. La paraula (1955)
25. Desitjant estimar (2000)
26. Rashōmon (1950)
27. Andrei Rublev (1966)
28. Mulholland Drive (2001)
29. Stalker (1979)
30. Shoah (1985)
31. El Padrí II (1974)
32. Taxi Driver (1976)
33. El lladre de bicicletes (1948)
34. El maquinista de la General (1926)
35. Metropolis (1927)
36. Psicosi (1960)
37. Jeanne Dielman, 23 Quai du Commerce, 1080 Bruxelles (1975)
38. Sátántangó (1994)
39. Les Quatre Cents Coups (1959)
40. La Dolce Vita (1960)
41. Viatge a Itàlia (1954)
42. Pather Panchali (1955)
43. Ningú no és perfecte (1959)
44. Gertrud (1964)
45. Pierrot el boig (1965)
46. Playtime (1967)
47. Close-up (1990)
48. La Battaglia di Algeri (1966)
49. Histoire(s) du cinéma (1988-1998)
50. City Lights (1931)
51. Ugetsu Monogatari (1953)
52. La Jetée (1962)

## L'enquesta dels directors

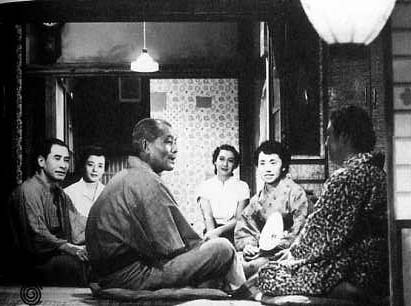
Tokyo monogatari (1953)

En l'enquesta del 2012 dels directors, Tokyo monogatari assolí el primer lloc, reemplaçant Ciutadà Kane, que havia estat al davant en l'anterior llista dels directors.
1. Tokyo monogatari (1953)
2. 2001: una odissea de l'espai (1968) (segon lloc)
3. Ciutadà Kane (1941) (segon lloc)
4. Fellini 8 ½ (1963)
5. Taxi Driver (1976)
6. Apocalypse Now (1979)
7. El Padrí (1972)
8. Vertigen (1958)
9. Zérkalo (1975)
10. El lladre de bicicletes (1948)
11. Al final de l'escapada (1960)
12. Toro salvatge (1980)
13. Persona (1966)
14. Les Quatre Cents Coups (1959)
15. Andrei Rublev (1966)
16. Fanny and Alexander (1982)
17. Shichinin no Samurai (1954)
18. Rashōmon (1950)
19. Barry Lyndon (1975)
20. La paraula (1955)